# Projection arrière
La projection arrière, ou  transparence, est une technique cinématographique et un procédé d'optique qui consistent à projeter une image sur un écran depuis l'arrière de l'écran ; les caractéristiques de l'écran permettant la vision de l'image par l'avant comme pour une projection ordinaire.
Au cinéma, cette technique peut être utilisée comme un effet visuel afin d'associer deux images de type différent : animation et prise de vue réelle, paysage lointain et acteurs en studio, ... Les deux images sont filmées ensemble donnant l'illusion que les deux images sont superposées. Toutefois cette technique a été rendue obsolète par le développement de l'informatique et de la technique d'incrustation avec un fond bleu ou vert.
Certains projecteurs vidéo utilisent ce procédé pour pouvoir disposer les lampes sur le côté ou sous l'écran et ainsi réduire la profondeur de l'appareil. 

## Principe

Schéma de principe de l'effet de projection arrière:
A:projecteur arrière
B:Ecran transparent
C:acteurs et décors
D:Caméra
E:Eclairage
G:Alimentation électrique